# Kapelle St. Joseph (Hard)

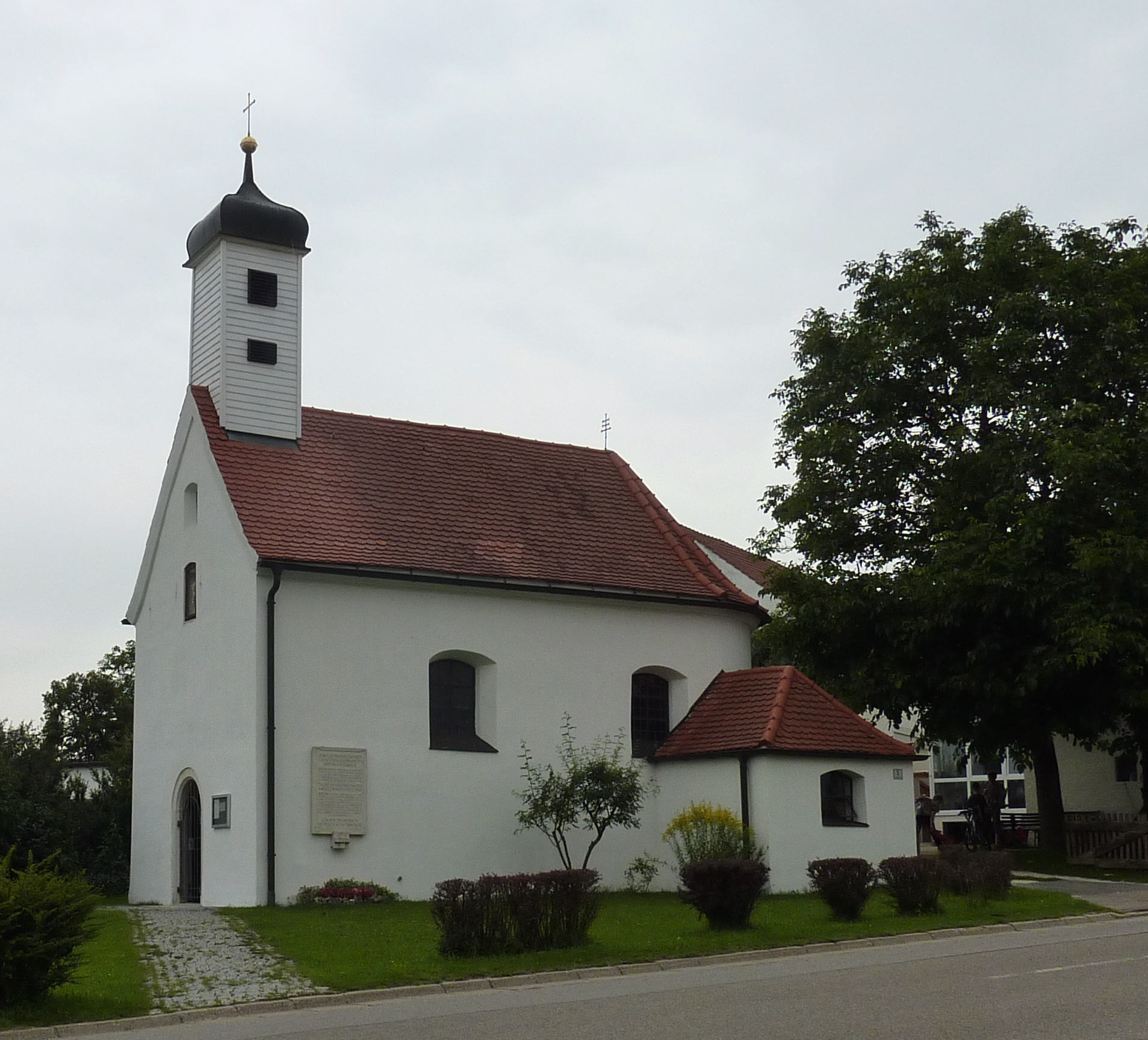
Josephskapelle in Wellheim-Hard

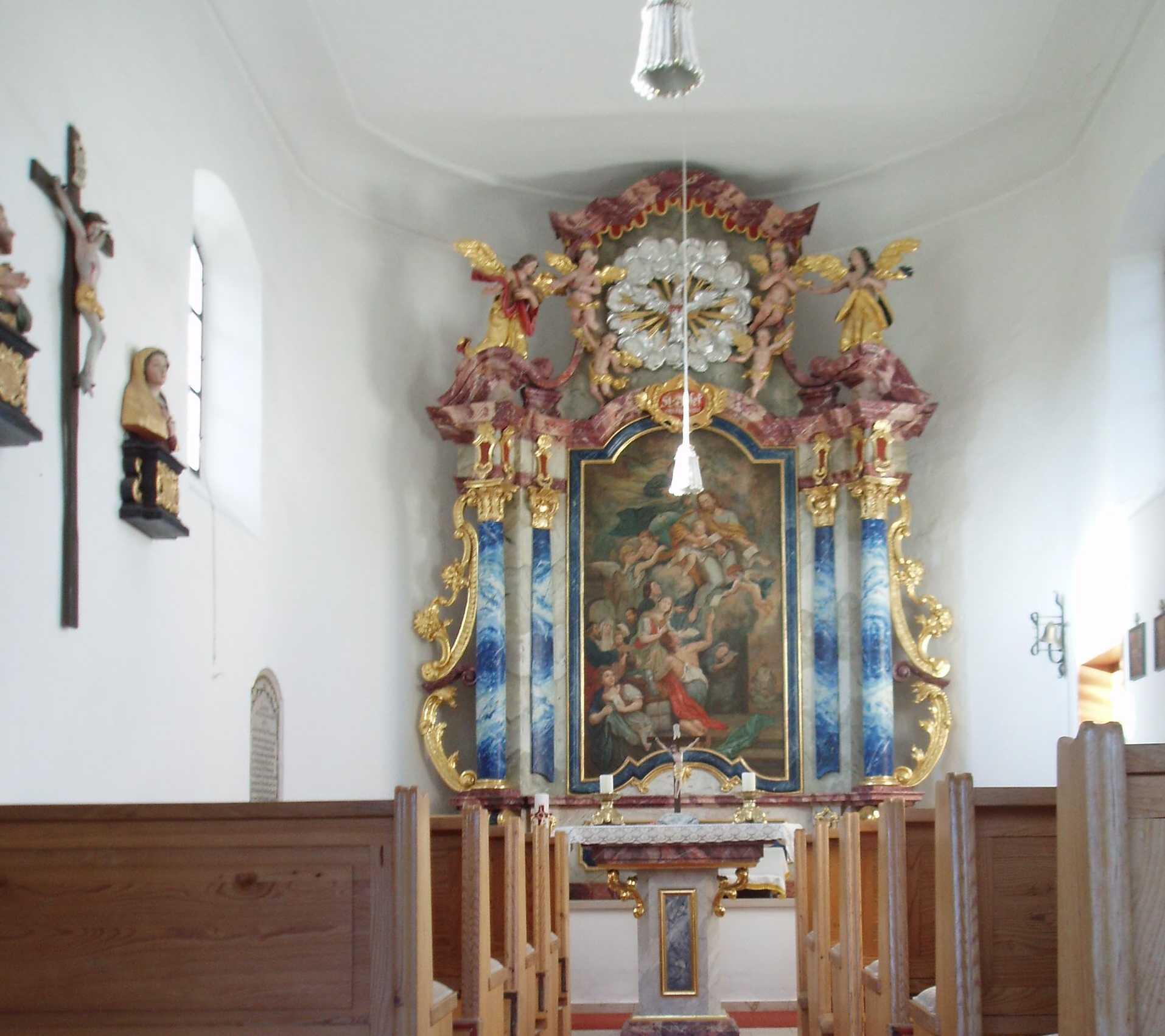
Barocke Innenausstattung

Die Kapelle St. Joseph ist die katholische Dorfkapelle von Hard (Oberbayern).

## Beschreibung
Sie wurde 1725–1730 durch einen vermögenden Ortseinwohner erbaut. Es handelt sich um einen Barockbau in Form einer Saalkirche mit einem kleinen halbrunden Chorabschluss. Die Kapelle hat einen vierseitigen Holz-Dachreiter mit gedrückter Haube.
Der Altar entstand zur Frührokokozeit um ca. 1730. Zwei Säulen tragen den geschweiften Aufzug zwischen Giebelstücken, auf denen Engel sitzen. Im Aufzug befindet sich die Abbildung des heiligen Geistes in Form einer Taube, umgeben von Engelsköpfen und Wolken. Neben den Säulen sind Seitenranken angebracht. Das Altarbild, mit „Hämer 1949“ signiert, zeigt den heiligen Josef in der Glorie mit Engeln. Der Kreuzweg wurde im 18. Jahrhundert gemalt. Eine „qualitätsvolle“ (Grimminger) Kalksteinfigur des hl. Willibald im „Weichen Stil“ stammt von ca. 1430 (früher außen, heute innen angebracht). Eine „effektvolle Rokokoarbeit“ (Mader) ist eine in Holz geschnitzte Vespergruppe von ca. 1750.
Die Kapelle gehört zur Pfarrei Wellheim.